# Nuoto ai campionati mondiali di nuoto 2024 - 400 metri misti maschili
La gara degli 400 metri misti maschili dei campionati mondiali di nuoto 2024 si è svolta il 18 febbraio 2024 presso l'Aspire Dome di Doha.

## Podio
| Pos.    | Atleta          | Nazione       |
| ------- | --------------- | ------------- |
| Oro     | Lewis Clareburt | Nuova Zelanda |
| Argento | Max Litchfield  | Gran Bretagna |
| Bronzo  | Daiya Seto      | Giappone      |

## Record
Prima della manifestazione il record del mondo (RM) e il record dei campionati (RC) erano i seguenti.
|  | 4'02"50 | Léon Marchand | 23 luglio 2023 Fukuoka |
|  | 4'02"50 | Léon Marchand | 23 luglio 2023 Fukuoka |

Durante la competizione non sono stati migliorati record.

## Programma
| Data             | Ora (UTC+3) | Turno    |
| ---------------- | ----------- | -------- |
| 18 febbraio 2024 | 9:31        | Batterie |
| 18 febbraio 2024 | 20:01       | Finale   |

## Risultati

### Batterie
| Pos. | Batteria | Corsia | Atleta               | Nazionalità   | Tempo        | Note |
| ---- | -------- | ------ | -------------------- | ------------- | ------------ | ---- |
| 1    | 2        | 1      | David Johnston       | Stati Uniti   | 4'12"51      | Q    |
| 2    | 2        | 3      | Max Litchfield       | Gran Bretagna | 4'12"54      | Q    |
| 3    | 2        | 4      | Daiya Seto           | Giappone      | 4'13"06      | Q    |
| 4    | 3        | 4      | Carson Foster        | Stati Uniti   | 4'13"24      | Q    |
| 5    | 3        | 3      | Lewis Clareburt      | Nuova Zelanda | 4'13"61      | Q    |
| 6    | 3        | 6      | Balázs Holló         | Ungheria      | 4'13"93      | Q    |
| 7    | 2        | 6      | Lorne Wigginton      | Canada        | 4'14"54      | Q    |
| 8    | 3        | 5      | Alberto Razzetti     | Italia        | 4'15"84      | Q    |
| 9    | 3        | 9      | Robert-Andrei Badea  | Romania       | 4'18"43      |      |
| 10   | 3        | 1      | Collyn Gagne         | Canada        | 4'18"74      |      |
| 11   | 2        | 0      | Marius Toscan        | Svizzera      | 4'19"24      |      |
| 12   | 3        | 7      | Zhang Zhanshuo       | Cina          | 4'19"86      |      |
| 13   | 3        | 8      | Richárd Nagy         | Slovacchia    | 4'20"76      |      |
| 14   | 2        | 8      | Kim Min-seop         | Corea del Sud | 4'20"93      |      |
| 15   | 1        | 6      | Anže Ferš Eržen      | Slovenia      | 4'23"64      |      |
| 16   | 1        | 5      | Jaouad Syoud         | Algeria       | 4'23"66      |      |
| 17   | 3        | 2      | Matthew Sates        | Sudafrica     | 4'25"04      |      |
| 18   | 1        | 3      | Tan Khai Xin         | Malaysia      | 4'25"16      |      |
| 19   | 1        | 4      | Erick Gordillo       | Guatemala     | 4'25"34      |      |
| 20   | 2        | 9      | Nguyễn Quang Thuấn   | Vietnam       | 4'28"72      |      |
| 21   | 3        | 0      | Wang Hsing-hao       | Taipei cinese | 4'39"53      |      |
| 22   | 1        | 7      | Oliver Durand        | Namibia       | 4'42"64      |      |
| 23   | 1        | 1      | Ahmed Theibich       | Bahrein       | 4'54"79      |      |
| DNS  | 2        | 5      | Tomoru Honda         | Giappone      | Non partito  |      |
| DSQ  | 1        | 2      | Jarod Arroyo         | Porto Rico    | Squalificato |      |
| DSQ  | 2        | 2      | Apostolos Papastamos | Grecia        | Squalificato |      |
| DSQ  | 2        | 7      | Thomas Jansen        | Paesi Bassi   | Squalificato |      |

### Finale
| Pos. | Corsia | Atleta           | Nazionalità   | Tempo   | Note |
| ---- | ------ | ---------------- | ------------- | ------- | ---- |
|      | 2      | Lewis Clareburt  | Nuova Zelanda | 4'09"72 |      |
|      | 5      | Max Litchfield   | Gran Bretagna | 4'10"40 |      |
|      | 3      | Daiya Seto       | Giappone      | 4'12"51 |      |
| 4    | 6      | Carson Foster    | Stati Uniti   | 4'12"62 |      |
| 5    | 4      | David Johnston   | Stati Uniti   | 4'13"05 |      |
| 5    | 8      | Alberto Razzetti | Italia        | 4'13"05 |      |
| 7    | 1      | Lorne Wigginton  | Canada        | 4'14"98 |      |
| 8    | 7      | Balázs Holló     | Ungheria      | 4'19"66 |      |